# Исмаил, Абдель Фаттах
Абде́ль Фатта́х Исмаи́л Али́ аль-Джау́фи (араб. عبد الفتاح إسماعيل علي الجوفي‎, 28 июля 1939 года — 13 января 1986 года) — южнойеменский политический и государственный деятель, председатель Президиума Верховного Народного Совета, глава НДРЙ, основатель, главный идеолог и первый руководитель Йеменской Социалистической Партии с 21 декабря 1978 до 20 апреля 1980.

## Биография

### Ранние годы и революционная деятельность

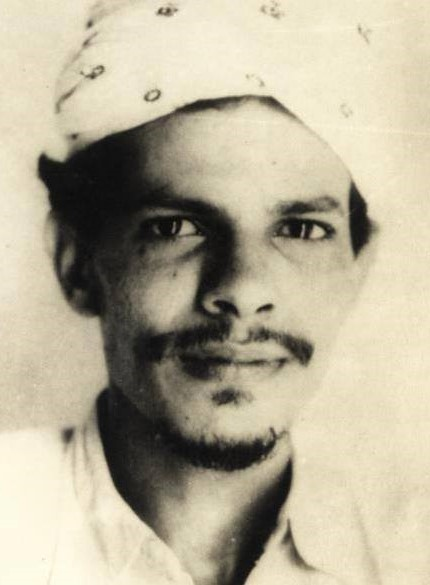
Абдель Фаттах Исмаил в 1960-х

Родился в округе Хугария (мухафаза Таиз в Северном Йемене). Хотя его отец был факихом (исламским правоведом), он вырос в бедной сельской местности. Впоследствии он последовал за своим старшим братом в Аден (который тогда был британским протекторатом). Образование получил в Адене, где впоследствии, с 1957 до 1961 год, работал учеником на нефтеперерабатывающем заводе British Petroleum. 
В этой обстановке Абдул Фаттах начал развивать политическое сознание, сосредоточенное на организации профсоюзов и защите прав трудящихся. Будучи одним из основателей Арабского Националистического Движения в Южном Йемене, принимал участие в формировании нескольких ячеек Движения, пока не был арестован британским властями в Адене за политическую агитацию среди рабочих.
С 1961 года — школьный учитель в Адене, в то же время продолжил заниматься политической деятельностью. В 1963 году был в одним из основателей Национального фронта за освобождение Южного Йемена (НФО). После того как 14 октября 1963 года НФО объявил о начале революции за освобождение Южного Йемена от британского колониального правления, стал профессиональным революционером, возглавив подпольное военное крыло НФО (федайинов). Избирался в руководство НФО на первом, втором и третьем съездах в 1965–67 годах. 
После создания в 1967 году независимого государства Народная Демократическая Республика Йемен — министр культуры, национальной ориентации и по делам йеменского единства.

### Ведущий руководитель Южного Йемена
В марте 1968 года был арестован правой фракцией НФО и отправился в изгнание, где составил программу «Достижения национального демократического освобождения». 22 июня 1969 года в ходе так называемого «корректирующего хода» («Славной исправительной революции») произошёл внутренний бескровный переворот, когда левое крыло НФО под руководством Абделя Фаттаха Исмаила и Салема Рубайи Али свергло тогдашнего президента Южного Йемена и лидера правой фракции Кахтана аш-Шааби. 

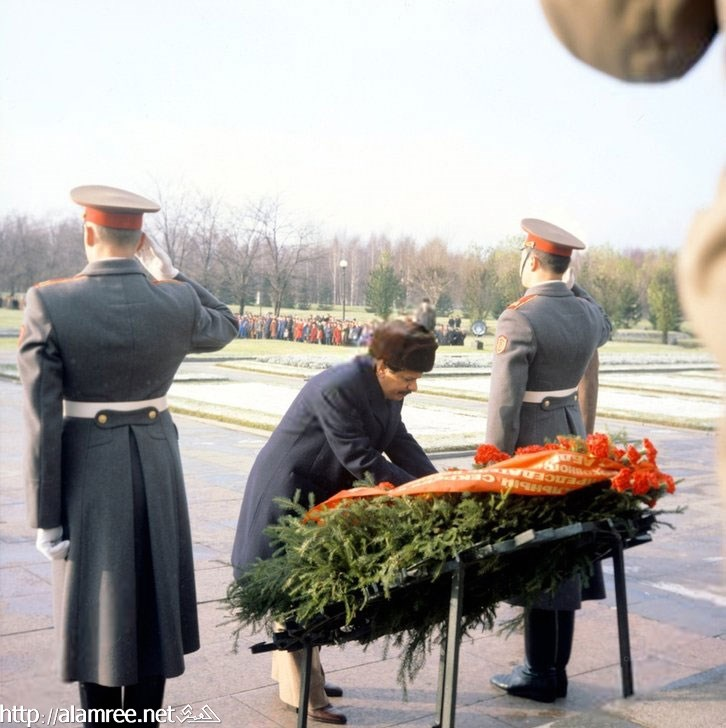
Возложение венка во время визита в СССР (1979)

С июня 1969 года — один из трех членов Президентского совета и Генеральный секретарь ЦК Национального фронта, который после объединения с другими прогрессивными силами в 1975 году принял название Объединённая политическая организация Национальный фронт (ОПОНФ). Фактически стал лидером Южного Йемена, взял на себя ведущую роль в диалоге с другими левыми партиями страны.
С июля 1971 года — председатель Постоянного комитета Верховного Народного совета.
После создания на базе ОПОНФ в октябре 1978 года Йеменской Социалистической Партии на I съезде ЙСП избран Генеральным секретарём ЦК.
С октября 1978 года — бригадный генерал.
27 декабря 1978 года на 1-й сессии Верховного народного совета (ВНС) НДРЙ избран Председателем Президиума ВНС. 25 октября 1979 подписал Договор о дружбе и сотрудничестве между СССР и НДРЙ. Считался проводником просоветской линии в противовес маоистским и умеренным альтернативам.

### Отстранение от власти, возвращение на родину и гибель
На пленуме ЦК ЙСП 20 апреля 1980 года ушёл в отставку со всех занимаемых постов «по состоянию здоровья», но назначен на номинальный пост председателя партии. В 1980—1985 годах жил в Москве.

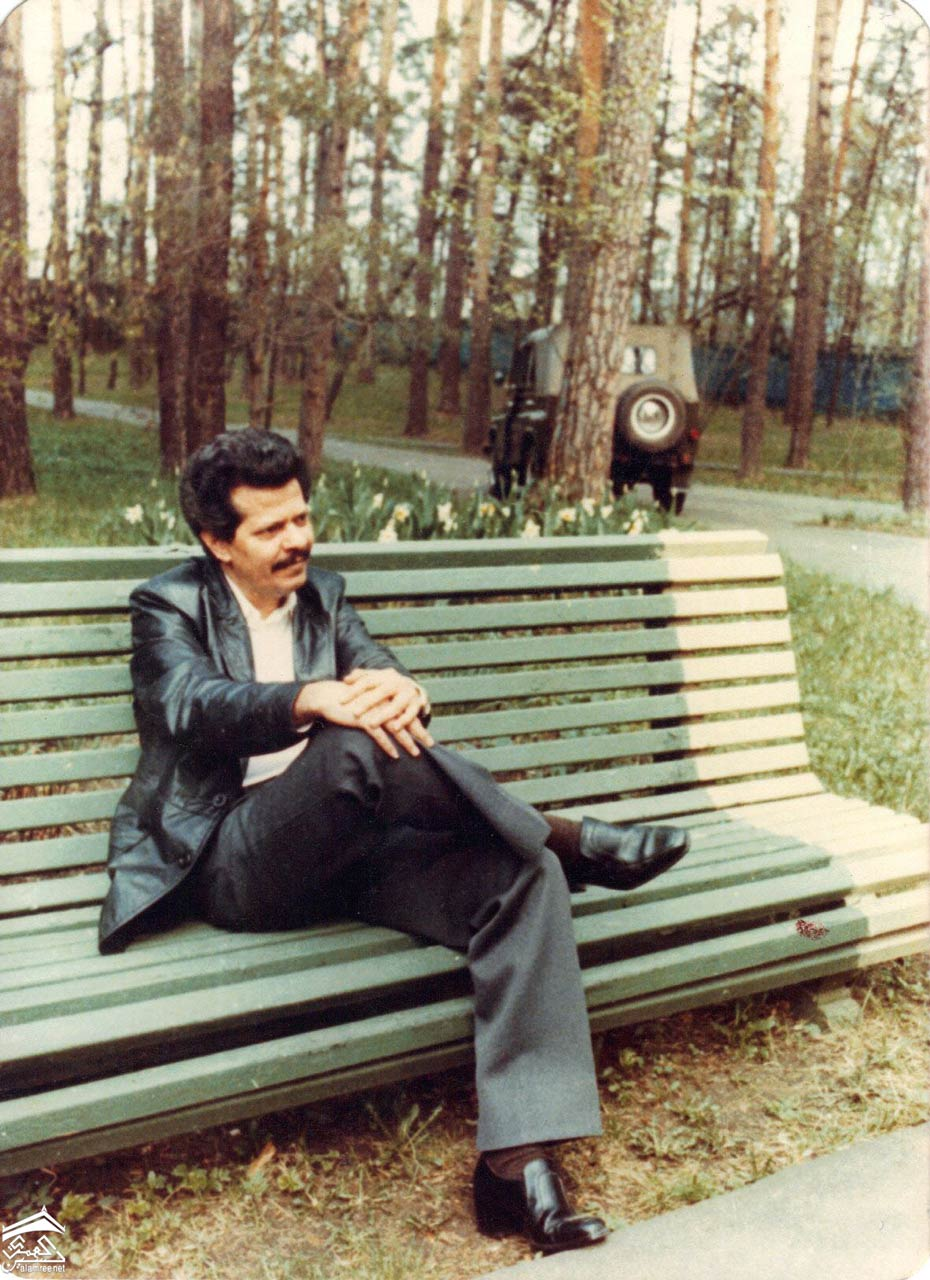
Абдель Фаттах Исмаил в Москве

В марте 1985 года вернулся в страну. В октябре 1985 года избран секретарём ЦК ЙСП.
В ходе нарастающего противостояния между сторонниками Абдель Фаттаха Исмаила и Председателя Президиума Верховного Народного Совета НДРЙ, Генерального секретаря ЦК ЙСП и премьер-министра Али Насера Мухаммеда последний предпринял 13 января 1986 года попытку государственного переворота, в ходе которого на специально созванном заседании политбюро ЦК ЙСП были убиты несколько членов руководства НДРЙ и армии. Сам Абдель Фаттах Исмаил был тяжело ранен и вынесен телохранителями. Одновременно по всей стране были предприняты попытки физического уничтожения сторонников Абдель Фаттаха в партийных и армейских структурах.
В тот же день при попытке эвакуации из Адена Абдель Фаттах Исмаил погиб (сгорел в БТР). Об этом официально было заявлено 6 февраля 1986 года на пленуме ЦК ЙСП.

## Награды
- орден Дружбы народов (28.07.1979)[2]

## В культуре
Гибель Абдель Фаттаха Исмаила фигурирует в романе А. Константинова «Журналист» и в снятом по его мотивам телесериале «Русский перевод». Там он погибает при попытке его вывоза на бронетранспортёре из окружённого советского посольства, что не отвечает реальности.